# Tiran
Tiran (starogrško τύραννος, latinizirano: týrannos) v sodobni različici pomeni absolutni vladar, neomejen z zakonom ali statutom, ali tisti, ki si je prilastil legitimno neodvisnost. Pogosto ga opisujejo kot kruto osebo, tiran brani svoj položaj z zatiralskimi sredstvi, želi nadzorovati skoraj vse v državi.  Izvirni grški izraz pomeni avtoritarnega vladarja ne glede na značaj , pri čemer v arhaičnem in zgodnjih klasičnih obdobjih nima slabšalnega pomena. Za Platona, grškega filozofa, je bila beseda zelo negativna in zaradi odločilnega vpliva filozofije na politiko se je njen negativni pomen še povečal v helenističnem obdobju.
Platon in Aristotel sta opredelila tirana kot "človeka, ki vlada brez zakona in uporablja skrajne in krute načine, usmerjene proti svojim in tudi drugim ljudem".  Nadalje je v L'Encyclopédie opredeljen kot uzurpator neomejene oblasti, ljudje postanejo  žrtve njegovih strasti in nepravičnih želja, ki nadomestijo zakone.  V 7. in 6. stoletju pred našim štetjem je bila tiranija pogosto obravnavana kot vmesna stopnja med ozko oligarhijo in bolj demokratično obliko političnega sistema, vendar pa je v poznem 5. in 4. stoletju pred našim štetjem nastala nova vrsta tirana, vojaški diktator, še posebej na Siciliji.

## Etimologija
Beseda tiran je prevzeta po nem. besedi Tyrann  iz lat. tyrannus, kar je izposojeno iz gr. týrannos v enakem pomenu. Grška beseda je domnevno izposojena iz nekega egejskega ali maloazijskega predantičnega jezika, vendar predloga ni znana (Kl, 746, Fr II, 947).

## Zgodovinske oblike
V stari Grčiji so bili tirani vplivni preračunljivci, ki so prišli na oblast z zagotavljanjem podpore različnih frakcij deme. Beseda týrannos ni imela slabega pomena; preprosto je pomenila vsakogar, dobrega ali slabega, ki je imel izvršilno oblast v polisu na neobičajen način. Tirana so podpirali rastoči srednji razred in kmetje, ki niso imeli zemlje ali so dolgovali bogatim lastnikom zemljišč. Res je, da niso imeli nobene zakonske pravice za odločanje, vendar so jim ljudje dali prednost pred kralji in aristokracijo.
Grški tirani so ostali na oblasti s pomočjo plačanih vojakov iz držav zunaj svoje mestne države. Za navidezno tiranijo je Tales zapisal, da je čudna stvar videti "postaranega tirana", kar je pomenilo, da tirani niso imeli dolgo javne podpore.

### Antični Korint
V Antičnem Korintu je raslo bogastvo iz kolonialnih podjetij, obzorja so se širila z izvozom vina in olja ter skupaj z novimi izkušnjami iz vzhodnega Sredozemlja plačancev hoplitov, ki so bili tam zaposleni, tako se je ustvarilo novo okolje. Razmere so bile prave za Kipsla, ki je strmoglavil aristokratsko moč prevladujočega, vendar nepriljubljenega klana Bakhiadijev. Člani klana so bili ubiti, usmrčeni, izrinjeni ali izgnani leta 657 pred našim štetjem. Korint je pod njegovo vladavino gospodarsko cvetel in Kipslu je uspelo vladati brez telesnega stražarja. Ko je nato zapustil svoj položaj svojemu sinu Periandru, se je tiranija pokazala za manj varno, saj je Periander potreboval spremstvo plačancev in zvestih vojakov.
Kljub temu pa se je pod Kipslom in Periandrom Korint razširil in poostril svoj nadzor nad kolonijami, izvoz korintske keramike je cvetel. Toda tiranom je redko uspelo vzpostaviti nemoteno nasledstvo. Periandrov naslednik je bil manj srečen in je bil izgnan. Pozneje so Korintu vladali razočarani oligarhi. Na koncu ga je zasenčila usoda vzpenjajočih se Aten in Šparte.

### Atene
V Atenah so prebivalci najprej imenovali za tirana Pejzistrata (sorodnik Solona, atenskega zakonodajalca), ki mu je leta 546 pred našim štetjem po dveh neuspešnih poskusih uspelo, da je postal tiran. Podprli so ga kmetje in posestniki, ki so bili razvojno uspešni zaradi večjega izvoza oljčnega olja, pa tudi njegovi privrženci iz Maratona, in tako mu je uspelo obdržati avtoritarno oblast. Z velikopoteznim programom javnih del, ki so vključevala spodbujanje državnega kulta Atene, spodbujanjem prirejanja festivalov, panatenajskih iger, na katerih so bile nagrade posode oljčnega olja, in podporo Dionizijevega festivala (ki je prispeval k razvoju atenske dramatike) je Pejzistratu uspelo ohraniti priljubljenost.
Sledili so mu njegovi sinovi in z nadaljnjo rastjo atenske demokracije je beseda tiran dobila svoj znani negativni pomen. Umor Pejzistratovega sina, tirana Hiparha, ki sta ga usmrtila Aristogejton in Harmodij v Atenah leta 514 pred našim štetjem, je zaznamoval začetek tako imenovanega "kulta morilcev tiranov". Za to kultno gibanje je značilno preziranje tiranije. Kljub finančni pomoči iz Perzije so bili leta 510 Pejzistratidi izgnani na podlagi spletk, izgnanstva in špartanskega orožja. Antitiranski odnos je postal še posebej razširjen v Atenah po letu 508 pred našim štetjem, ko je Klejsten prenovil politični sistem, tako da je bil podoben neposredni demokraciji.
Trideset tiranov (grško οἱ τριάκοντα τύραννοι) je ime za lakonofilsko oligarhijsko skupino, ki je prišla na oblast v antičnih Atenah po porazu v peloponeški vojni leta 404 pr. n. št., ki so jih Špartanci določili poraženi Atiki leta 404 pred našim štetjem. Niso bili tirani v običajnem pomenu besede, ampak so veljali za oligarhijo.

### Ajzimnet
Ajzimnet (grško αἰσυμνήτης od αἶσα, ajza, za 'samo del', torej 'oseba, ki daje vsakomur samo del') je imel podoben obseg moči kot tiran, kot na primer Pitak iz Mitilene (okoli 640–568 pred našim štetjem), ki ga je izvolila mestna država v krizi do smrti ali za določeno obdobje  – edina razlika je, da so bili ajzimneti ustavni uradniki in so primerljivi z rimskim diktatorjem. Sodniki v nekaterih mestnih državicah so bili tudi ajzimneti.

### Arhaični tirani
Razcvet tiranov v arhaičnem obdobju se je začel v zgodnjem 6. stoletju pr. n. št., ko je Klejsten vladal v Sikionu na Peloponezu in Polikrat na Samosu. V tem času so v egejskem svetu upori strmoglavili številne vlade. Hilon, ambiciozen in sposoben efor (naslov za visokega državnega uradnika v antični Šparti) Šparte, je zgradil močno zavezništvo med sosednjimi državami in ustvaril skupino, ki si je prizadevala nasprotovati nepriljubljeni tiranski oblasti. S posredovanjem proti tiranu v Sikionu, Korintu in Atenah je Šparta prevzela vodstvo pred perzijskimi vpadi. Takrat je Perzija prvič posegla v Grčijo in veliko tiranov je iskalo pri njih pomoč proti silam, ki so si prizadevale za njihovo odstranitev.

### Populizem
Grška tiranija je v glavnem zrasla iz razrednega boja proti aristokraciji ali proti duhovnikom/kraljem, ko sta arhaična tradicija in mitologija predvidevali dednost in/ali tradicionalne pravice vladanja. Priljubljeni državni udari so običajno nameščali tirane, ki so pogosto postali ali ostali priljubljeni vladarji, vsaj na začetku svoje vladavine. Na primer v ljudski domišljiji je ostala epizoda o Pejzistratu – v zvezi s (psevdonimom) Aristotelom, verjetno je izmišljena –, da je bil kmet oproščen obdavčitve, če je bila njegova zemlja nerodovitna.
Pejzistratova sinova Hipias in Hiparh po drugi strani pa nista bila tako sposobna voditelja in ko sta nezadovoljna aristokrata Harmodij in Aristogejton ubila Hiparha, je Hipiasova vladavina hitro postala zatiralska, zaradi česar so 510 pred našim štetjem Pejzistratove potomce izgnali, od takrat so prebivali v Perzepolisu kot gosti pri perzijskem šahu.

### Sicilski tirani
Tirani na Siciliji so nastali zaradi podobnih vzrokov, a tukaj je grožnja napada Kartažanov podaljšala tiranijo, vzpon vojaških voditeljev, povezanih z ljudmi, je bil lažji. Sicilijanski tirani, kot so Gelon, Hieron I., Hieron II., Dionizij I., Dionizij II. in Agatokles so imeli razkošne dvore in postali zavetniki kulture.

### Poznejši tirani
Pod makedonsko hegemonijo v 4. in 3. stoletju pred našim štetjem je nastala v Grčiji nova generacija tiranov, še posebej pod vladavino kralja Antigona II. Gonata, ki je nameščal svoje ljudi v številnih mestih Peloponeza. To so bili Kleoniz Sikiona, Aristodem iz Megalopolisa, Aristomah I. iz Argosa, Abantid iz Sikiona, Aristip iz Argosa, Lidiad iz Megalopolisa, Aristomah II. iz Argosa in Henon iz Hermijona.
Proti tem vladarjem so leta 280 pred našim štetjem demokratična mesta začela združevati sile v Ahajsko zvezo, ki je bila sposobna razširiti svoj vpliv tudi v Korintu, Megaridi, Argolidi in Arkadiji. Od leta 251 pred našim štetjem so pod vodstvom Arata iz Sikiona Ahajci osvobodili veliko mest, ponekod so prepričali tirane, da so odstopili. Ko je Arat leta 213 pred našim štetjem umrl, v Grčiji ni bilo tiranov že več kot 15 let. Zadnji tiran na grški celini, Nabis iz Šparte, je bil umorjen leta 192 pred našim štetjem in po njegovi smrti je Peloponez postal konfederacija trdnih demokracij v Ahajski zvezi.
- Seznam grških tiranov

### Rimski tirani
Rimski zgodovinarji, kot so Svetonij, Tacit, Plutarh in Jožef Flavij, so pogosto govorili o "tiraniji" v nasprotju s "svobodo". Tiranija je bila povezana z imperialno vladavino in tistimi vladarji, ki so si prilastili preveč avtoritete rimskega senata. Tisti, ki so bili zagovorniki "svobode", so bili večinoma za republiko in senat. O Juliju Cezarju in njegovih morilcih je Svetonij napisal:
"Spletke, ki so jih prej zasnovali posamezniki, pogosto skupine dveh ali treh, so se združile v splošno zaroto, saj tudi prebivalci niso bili več zadovoljni z razmerami, so prerasle v tajen in odkrit upor proti njegovi tiraniji in podprle zagovornike svobode." 
Niccolò Machiavelli, ki je v svojih Razpravah (Discorsi, 1523) gradil na opoziciji, je menil, da je vladanje ene osebe (kar se na splošno nanaša na princa) "tiranija" ne glede na legitimnost te vladavine. Prav tako opredeljuje svobodo z republikanskimi režimi; ali naj bi vključevalo tako imenovane "okronane republike" (kot so sodobne ustavne monarhije), je nekoliko nejasno iz besedila.

## V umetnosti
Grki in tudi rimski republikanci so postali zelo oprezni do ljudi, ki so želeli izvesti udar. Shakespeare prikazuje boj protitiranskega Rimljana Marka Junija Bruta v svoji drami Julij Cezar.

## Razsvetljenstvo
V razsvetljenstvu so misleci uporabili besedo tiranija za sistem upravljanja, ki se je razvil z aristokracijo in monarhijo. Natančneje, John Locke kot del svojega argumenta proti božanskemu pravu kraljev v svoji knjigi Two Treatises of Government (Dve razpravi o vladanju, 1689) pravi takole: "Tiranija je izvajanje pooblastil, ki presegajo pravice, do česar ni nihče upravičen, in to z uporabo moči, ki jo ima v svojih rokah, ne v korist tistih, ki so pod njim, ampak v svojo lastno korist." Lockejev koncept tiranije je vplival na pisce naslednjih generacij, ki so razvili koncept tiranije kot protiutež ideje človekovih pravic in demokracije. Thomas Jefferson se sklicuje na tiranijo kralja Jurija III. v deklaraciji o neodvisnosti, koncept je bil izpopolnjen pri francoskih kraljih, tiranih v obdobju jakobinske diktature in Napoleona I. med francosko revolucijo in v nadaljnjih državnih ureditvah.